# آيت فاسكا (آيت فاسكا)
آيت فاسكا هي إحدى مشيخات المملكة المغربية، تتبع جغرافيا لإقليم الحوز وإداريًا لآيت فاسكا. يقدر عدد سكانها بـ 9116 نسمة حسب الإحصاء الرسمي للسكان والسكنى لسنة 2004.